# Alexis Saïtta
Alexis Saïtta (29 de junio de 1980) es un deportista francés que compitió en remo. Ganó dos medallas en el Campeonato Mundial de Remo, en los años 2003 y 2004, en la prueba de ocho con timonel ligero.

## Palmarés internacional
| Campeonato Mundial | Campeonato Mundial | Campeonato Mundial | Campeonato Mundial      |
| Año                | Lugar              | Medalla            | Prueba                  |
| ------------------ | ------------------ | ------------------ | ----------------------- |
| 2003               | Milán (Italia)     | Medalla de bronce  | Ocho con timonel ligero |
| 2004               | Bañolas (España)   | Medalla de oro     | Ocho con timonel ligero |